# Kid Kaplan
Louis Kaplan, detto Kid (Kiev, 15 ottobre 1901 – 26 ottobre 1970), è stato un pugile statunitense.
La International Boxing Hall of Fame lo ha riconosciuto tra i migliori pugili di ogni tempo.
La sua famiglia emigrò negli Stati Uniti dall'Impero russo quando Kaplan aveva 5 anni.
Professionista dal 1918, divenne campione del mondo dei pesi piuma nel 1925, rinunciando al titolo l'anno seguente.
Memorabili le sfide con Battling Battalino e Jimmy McLarnin.